# Narses (irmão de Arácio)
Narses (em grego: Ναρσής; romaniz.: Narsés; em armênio: Ներսես; romaniz.: Nerses; 543) foi um oficial militar bizantino de origem armênia ativo no século VI, durante o reinado do imperador Justiniano (r. 527–565). Era irmão de Arácio e Isaque e possivelmente estava relacionado com a nobre família Camsaracano. Servindo originalmente o Império Sassânida, aparece pela primeira vez em 527, quando atacou os generais bizantinos Sitas e Belisário ao lado de Arácio. Em 530, após a Batalha de Satala, Arácio e Narses desertaram para os bizantinos e receberam alta quantia em dinheiro do sacelário Narses como recompensa.
Em 530/7 ou 541/2, embora mais provavelmente em 535, comandou tropas em Filas, onde recebeu ordens imperiais para destruir santuários pagãos, prender sacerdotes e confiscar imagens rituais dos locais nobácios e blêmios. Em 538, aparece entre os comandantes juniores que desembarcaram em Piceno, na Itália, sob comando do general Narses e pelos anos seguintes envolveu-se em várias operações contra os ostrogodos na guerra em curso. Em 543, reaparece no Oriente, onde morreu devido aos ferimentos recebidos durante a Batalha de Anglo.

## Nome
Narses é a forma helenizada e latinizada do nome. Em armênio, ocorre como Nerses. A atestação mais antiga do nome ocorre nos Feitos do Divino Sapor, uma inscrição trilíngue do reinado do xainxá sassânida Sapor I (r. 240–270). Em parta é registrado como Narsēs e em pálavi como Narsē. O nome deriva do avéstico Nairyō saŋha-, que literalmente significa "o de muitos discursos", ou seja, o mensageiro divino.

## Vida

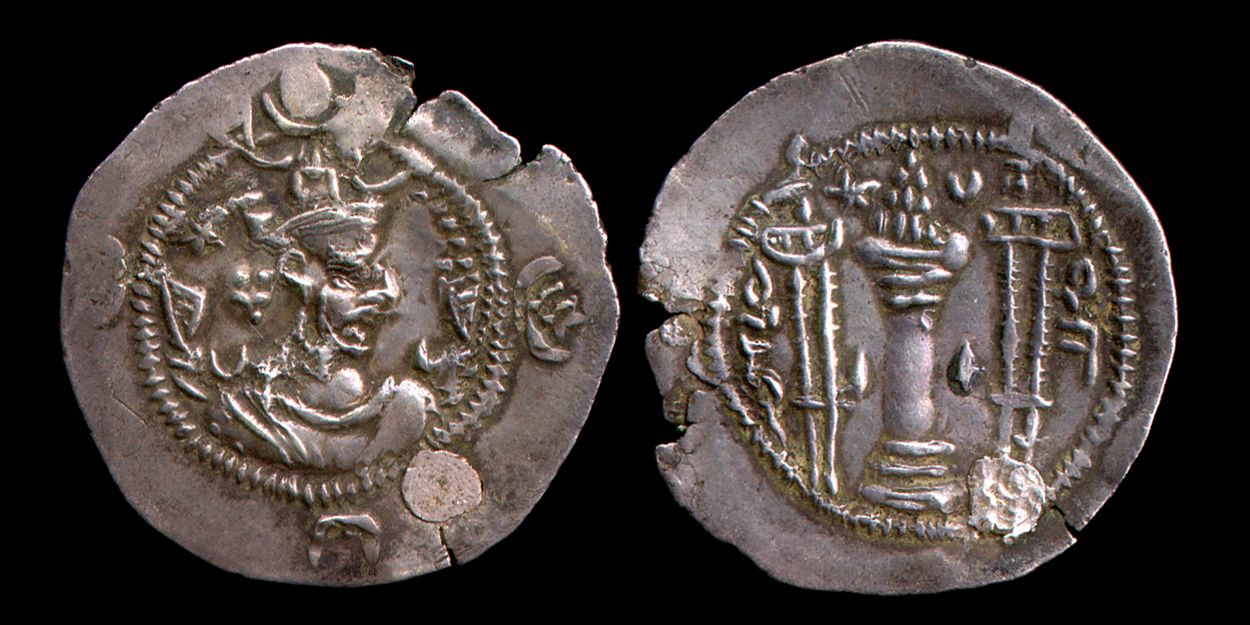
Dracma de (r. 488–496; 499–531)

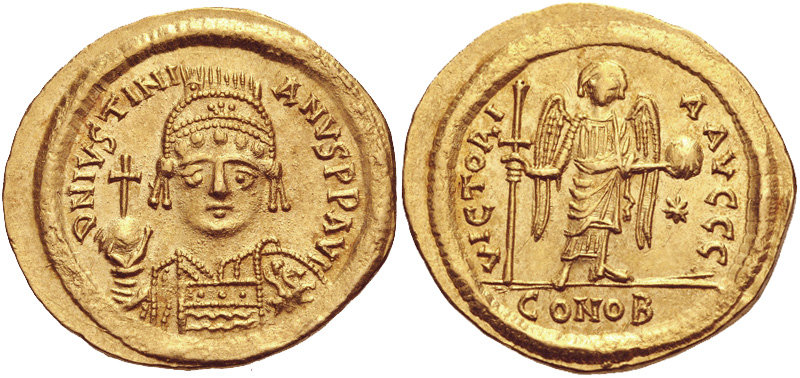
Soldo de Justiniano r.

Nada se sabe sobre a origem de Narses, exceto que nasceu na Armênia e era irmão dos oficiais Arácio e Isaque. Segundo proposto pelos autores da Prosopografia do Império Romano Tardio, provavelmente estes irmãos eram membros da nobre família armênia de Camsaracano, uma posição apoiada por outros autores. Narses originalmente serviu o Império Sassânida do xá Cavades I (r. 488–496; 499–531) e aparece pela primeira vez em 527, quando, ao lado de seu irmão Arácio, atacou os generais bizantinos Sitas e Belisário durante uma expedição dos últimos contra a Armênia, no contexto da Guerra Ibérica. Em 530, após a derrota sassânida na Batalha de Satala, Narses e Arácio desertaram para os bizantinos e partiram, acompanhados por sua mãe, para o Império Bizantino, onde receberam uma alta soma em dinheiro que seria entregue pelo eunuco sacelário Narses.
Mais adiante, Narses é mencionado como comandante das tropas bizantinas estacionadas em Filas, no Egito, provavelmente como duque da Tebaida. Nesse ano, recebeu ordens do imperador Justiniano (r. 527–565) para destruir os santuários pagãos de nobácios e blêmios, prender os sacerdotes e enviar as imagens cultuais à capital imperial de Constantinopla. O ano em que esses eventos ocorreram e que ele assumiu ofício no Egito são desconhecidos, sendo possível alguma data em 530/7 ou 541/2; os autores da Prosopografia sugerem 535, pois seu irmão Arácio assumiria o posto de duque da Palestina por 535/6 e a carreira deles deve ser analisada em paralelo devido sua similaridade. Seja como for, é certo que, em 538, Narses estava entre os comandantes juniores que desembarcaram em Piceno, na Itália, sob comando do general Narses. Faziam parte das tropas que haviam sido enviadas para reforçar as fileiras dos comandantes que estavam lutando na guerra contra o Reino Ostrogótico.

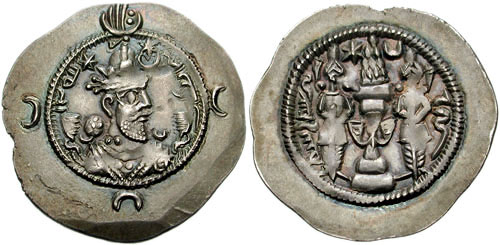
Dracma de r.

Fronteira romano-persa entre os séculos IV-VII

É incerto qual posto estava ocupando na ocasião, sendo provável que fosse mestre dos soldados ou conde dos assuntos militares. Presumivelmente esteve presente com os demais comandantes na Conferência de Firmo e era um dos três comandantes (os outros eram Herodiano e Ulíaris) subordinados ao almirante Ildígero enviados por Belisário para ajudar a levantar o Cerco de Arímino. Com a aproximação da frota imperial, os sitiantes góticos bateram em retirada e os bizantinos puderam ocupar o acampamento deles antes de Belisário se aproximar com o exército terrestre. Narses é citado no relato dos embates subsequentes na Itália ao lado de seu irmão Arácio, tendo ambos comandado tropas de origem armênia e um besso chamado Burcêncio. Narses esteve presente no Cerco de Áuximo de 539 e em 540 aparece em Ravena ao lado de Arácio, Bessas e João. Foram expulsos da cidade pelo general Belisário que desconfiava deles por serem subordinados do eunuco Narses, que teria entrado na cidade imediatamente depois disso, em maio. Pelo final de 540, quando Belisário retornou ao Oriente, provavelmente Narses era um dos comandantes que permaneceram combatendo na península.
No final do verão de 542 ou em 543, no contexto da Guerra Lázica contra os persas do xá Cosroes I (r. 531–579) Narses é citado no Oriente comandando tropas de origem armênia e hérula. Provavelmente como mestre dos soldados ou conde dos assuntos militares, estava presente, ao lado do mestre dos soldados da Armênia Valeriano, em Teodosiópolis. Quando um exército bizantino invadiu a Armênia em direção a Dúbio, após receber uma embaixada do bispo local, informações equivocadas alertando sobre a partida do exército persa, comandado por Nabedes, da fortaleza de Anglo chegaram até Narses, e ele repreendeu seu cocomandantes pela falha. Na subsequente Batalha de Anglo, Narses e seu contingente hérulo foi o primeiro a atacar, conseguindo empurrar os persas para dentro da vila, porém acabou emboscado e gravemente ferido. Foi levado da batalha por seu irmão Isaque, mas morreu devido aos ferimentos.